# Urfolkens forum för vatten och fred
Urfolkens forum för vatten och fred är ett samarbete mellan deras organisationer och universitet och icke-statliga organisationer. Forumet är en plattform för urfolkens hövdingar och akademiker med uppgiften att ta fram en vision för att skydda världens vatten för kommande generationer. Ett projekt är att samla urfolkens andliga ledare och formulera deras traditionella kunskaper, dels som underlag för att ta fram hållbara vattenbruk och dels för att hantera konflikter om vatten. Detta som en del av Millenniemålen: Utrota fattigdom, minska barnadödligheten och dödliga sjukdomar. Forumet arbetar också för samhällets uppbyggnad av tillgänglighet, infrastruktur och innovation i vattenfrågor.

## Vattendeklarationer

### Ursprungsfolk
Flera grupper av ursprungsfolk har tagit fram ”Vattendeklarationer”, till exempel Chiefs of Ontario i Kanada. och Okanagan Nation Alliance i British Columbia i Kanada.

### Afrika
År 2013 hölls en konferens om vattensituationen i Monrovia och Monrovia Water Declaration togs fram.